# Pupiales
Pupiales è un comune della Colombia facente parte del dipartimento di Nariño.
L'abitato venne fondato da Sebastian de Benalcazar nel 1536.